# Зеленецкий, Игорь Львович
И́горь Льво́вич Зеленецкий (29 мая 1930 — 4 января 2022) — художник—монументалист.

## Биография
Окончил МВХПУ (бывшее Строгановское) с отличием, отделение монументальной живописи (мастерская Б. В. Иорданского) в 1957 г.
Член СХ СССР (Московского Союза Художников) с 1971 г.
С 1948 г. участник выставок. Награждён дипломами художественного фонда.
с 1957 по 1990 преподавал живопись в ЗНУИ (заочном народном университете искусств).

## Творчество

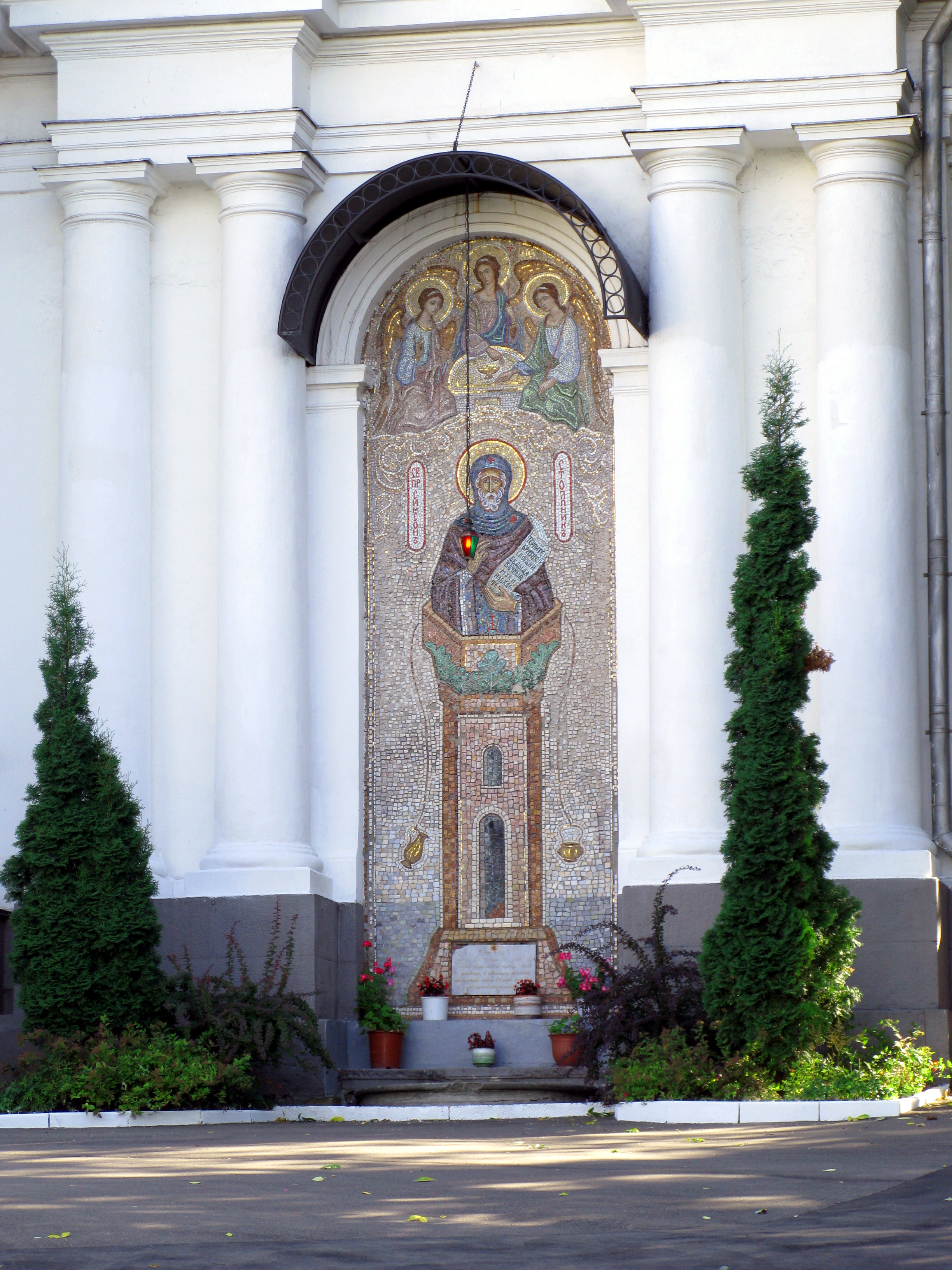
Храм Симеона Столпника

Автор произведений монументально-декоративной живописи (роспись, фреска, мозаика) для светских и церковных зданий в г. Москве и других городах России:
- мозаика на фасаде в храме святого Симеона Столпника (Москва).
- мозаика «Чары музыки», фрески «История музыки», «Времена года» в детской школе искусств им. Святослава Рихтера «Лира»[2] (Москва).
- роспись в Золотом кабинете Патриарха в Даниловском комплексе, золотой зал ресторана Даниловский.
- мозаика на фасаде ресторана Океан г. Саратов. 1980г
- флорентийская мраморная мозаика в детском оздоровительном лагере «Сосновый бор» (Обнинск).
- роспись по керамике в санатории Чепца.
- иконы в церкви св. Троицы в Конькове (Москва).
- иконы в церкви при музее-усадьбе Мураново.